# Immanuel Wallerstein
Immanuel Maurice Wallerstein (Nueva York, 28 de septiembre de 1930- Connecticut, 31 de agosto de 2019) fue un sociólogo y científico social histórico estadounidense que llegó a ser el principal teórico del análisis de sistema-mundo.

## Educación y vida profesional
Realizó sus estudios en la Universidad de Columbia, donde se graduó en 1951. Obtuvo su maestría en 1954 y el doctorado en 1959; después trabajó como conferencista hasta 1971, año en que se hizo profesor de sociología en la Universidad de McGill. En 1976 se hizo profesor de sociología de la Universidad de Binghamton (SUNY), puesto que ocupó hasta que se retiró en 1999. Fue director del Centro Fernand Braudel de estudios económicos, sistemas históricos y civilización. Wallerstein ocupó diversos puestos entre ellos el de profesor visitante en diferentes universidades alrededor del mundo; fue premiado con múltiples títulos honoríficos. También fue el director de estudios asociados en la Escuela de Altos Estudios en Ciencias Sociales (École des Hautes Études en Sciences Sociales) en París, y fue presidente de la Asociación Sociológica Internacional de 1994 a 1998.
Fue presidente de la Comisión Gulbenkian para la restauración de las ciencias sociales, encargada de una reflexión sobre el presente y el posible futuro de las ciencias sociales, pues muchos especialistas aseguran que no deben ser enseñadas por separado, porque todas ellas persiguen al final un mismo objetivo: la percepción de la realidad (ya sea en el pasado, presente o futuro) del ser humano relacionado con su entorno social.
En 2004 recibió la Medalla de Oro Kondratieff de la Fundación Internacional N. D. Kondratieff y la Academia Rusa de Ciencias Naturales (RAEN).

## Líneas teóricas esenciales
Wallerstein se inició como experto en asuntos coloniales africanos, tema al que dedicó casi todas sus publicaciones hasta principios de los setenta, cuando empezó a distinguirse como historiador y teórico a nivel macroeconómico de la economía capitalista global. Su crítica al capitalismo global y su influencia en los movimientos antisistema lo han convertido en una eminencia en el movimiento antiglobalización junto con Noam Chomsky y Pierre Bourdieu. Su obra y presidencia del Fernand Braudel Center de la State University of New York constituyen uno de los principales puntos de referencia y producción historiográfica a nivel mundial. Es posible distinguir, por el desarrollo de una teoría global y sus aportaciones a la historia como ciencia social, una línea directa entre Karl Marx, Fernand Braudel y Wallerstein. También tuvo una empatía intelectual con Ilya Prigogine, Marc Bloch, Paul Sweezy y Franz Fanon. Trabajó e investigó junto a Giovanni Arrighi, quien recogió el corpus del sistema-mundo de Wallerstein para desarrollar y perfeccionar la teoría de los ciclos económicos. Ambos son exponentes del desarrollo global de las ciencias sociales. 
El científico social mexicano Carlos Antonio Aguirre Rojas —uno de sus principales discípulos— en el prólogo a La crisis estructural del capitalismo (Editorial Contrahistorias, 2005) planteó que sus aportes teóricos se pueden esbozar en cuatro líneas principales: 
1. La explicación histórico-crítica de la historia, el desarrollo y los mecanismos globales y funcionales del capitalismo desde el siglo XVI hasta nuestros días mediante la colectivamente aceptada teoría del sistema-mundo.
2. El análisis crítico de los hechos y realidades del largo siglo XX y su influencia en los procesos históricos en los que estamos inmersos.
3. El análisis histórico-crítico de los hechos coyunturales y el ejercicio de escenarios prospectivos del actual sistema-mundo, resaltando que este vive la fase B de un ciclo de Kondrátiev, iniciado después de 1945 y que experimenta una crisis estructural que iniciará su fase final hacia 2050.
4. La reflexión epistemológica-crítica de la urgente necesidad de reconfigurar y replantear la estructura parcelada de las ciencias sociales actuales y encaminarlas hacia una perspectiva unidisciplinar.

### El moderno sistema-mundo
Su obra más importante, El moderno sistema-mundo (The modern world-system) ha aportado a la ciencia histórica un nuevo modelo teórico-interpretativo. Apareció en tres volúmenes en 1974, 1980 y 1989. En ellos, Wallerstein se basa en tres influencias intelectuales: 
- Karl Marx, donde se incluye la crítica sobre el capitalismo del socialismo científico como un enfoque de aproximación marxista basado en el materialismo histórico.

- El historiador francés Fernand Braudel.

- La teoría de la dependencia, en su experiencia práctica obtenida en su trabajo en el África poscolonial y las varias teorías acerca de las naciones en desarrollo. Un aspecto de su trabajo por el cual merece crédito fue el anticipar la importancia del creciente Conflicto Norte-Sur, el cual estaba ya en la cima durante la Guerra Fría. En este sentido, Wallerstein rechazó la noción de un «tercer mundo», afirmando que había solo un mundo conectado por una compleja red de relaciones de intercambio económico.

Wallerstein localiza el origen del moderno sistema-mundial en el noroeste de Europa del siglo XVI. Una pequeña ventaja en la acumulación de capital en Gran Bretaña y Francia, debido a circunstancias políticas específicas al final del periodo del feudalismo, pusieron en movimiento un proceso gradual de expansión, dando como resultado la red mundial, o sistema de intercambio económico que existe en la actualidad. Para Wallertstein, la transición al capitalismo se llevó a cabo durante el «largo» siglo XVI con la previa «crisis» del modo de producción feudal, que englobaba causas climáticas, demográficas, políticas e incluso culturales, lo que obligó a los señores feudales de Inglaterra y del norte de Francia a convertirse en capitalistas. Lo anterior llevó a la conformación de la economía-mundo capitalista que llegó a ocupar América y a convertirla en la periferia del sistema mundial, y consecuentemente desecha la idea de «revolución burguesa» arraigada en el marxismo ortodoxo. En este sentido, Wallerstein se pregunta cuál es el sentido de afirmar que la Revolución francesa fue una «revolución burguesa» si el capitalismo como tal ya estaba consolidado desde hace dos o tres siglos atrás, por lo que llega a mencionar que la Revolución francesa fue en realidad una «revolución anticapitalista» —con lenguaje antifeudal— y además, fue el acontecimiento en donde la superestructura ideológica se pone por fin al mismo nivel que la estructura económica; es decir, que a partir de tal suceso las ideologías expresan transparentemente los intereses de las clases al interior del sistema-mundo. Pero, en modo alguno, según Wallerstein, representó un cambio estructural profundo. Con esta última idea, Wallerstein ensalza la Revolución francesa y baja el perfil a la Revolución rusa de 1917.
Un mayor avance ocurrió durante la época del imperialismo, el cual puso en contacto a cada rincón de la tierra con la economía capitalista al estilo europeo.
El sistema-mundial capitalista se encuentra lejos de la homogeneidad en términos culturales, políticos y económicos; está caracterizado por profundas diferencias en el desarrollo cultural, acumulación del poder político y capital. Wallerstein concibe las diferencias en las teorías de la modernización y capitalismo como una división duradera del mundo en el núcleo, semi-periferia y periferia.
En 2011, Immanuel Wallerstein publicará el cuarto tomo del Moderno sistema mundial, cuyo subtítulo es «el triunfo del liberalismo centrista» y cuyo período va desde 1789 hasta 1914. Esta cuarta entrega se encargará de continuar la idea de «geocultura» en tanto que ideología dominante del sistema-mundo capitalista en su conjunto. Ahí se verá cómo surgen las ideologías modernas ante el desafío que representó la «Revolución francesa» con las consecuencias que aquella trajo: 1) el cambio político es normal, y 2) la soberanía reside en el pueblo. Pues bien, las ideologías «modernas» se encargan de ambos problemas en que surgió el conservadurismo, el liberalismo y el radicalismo/socialismo, cada una poniendo distintos énfasis en cuanto a la «velocidad» y «profundidad» de los cambios sociales que deseaban. Y el tomo cuatro tratará de cómo la ideología liberal centrista triunfó por sobre el conservadurismo y el radicalismo/socialismo en orden de asegurar la acumulación de capital a largo plazo, para Gran Bretaña, Francia y los demás capitalistas de la economía-mundo.

### El Centro Immanuel Wallerstein
El centro Immanuel Wallerstein fue fundado en San Cristóbal de las Casas, Chiapas, México, en 2004.

## Citas de Immanuel Wallerstein

### El cambio social y la justificación deEl moderno sistema mundial
El cambio es eterno. Nada cambia jamás. Los dos tópicos son "ciertos". Las estructuras son los arrecifes de coral de las relaciones humanas, que tienen una existencia estable durante un período relativamente largo de tiempo. Pero las estructuras también nacen, se desarrollan y mueren. Wallerstein, I. - El moderno sistema mundial I

Lo que aquí es relevante es que así me hice consciente del grado en que la sociedad como abstracción quedaba grandemente limitada a sistemas político-jurídicos como realidad empírica. Era una perspectiva falsa el adoptar una unidad como la "tribu" e intentar analizar su funcionamiento sin hacer referencia al hecho de que, en una situación colonial, las instituciones gobernantes de una "tribu", lejos de ser "soberanas", estaban seriamente circunscritas por las leyes (y las costumbres) de una entidad mayor de la cual formaban parte indisociable, léase la colonia. De hecho esto me llevó a la generalización más amplia de que el estudio de la organización social era en su mayor parte deficiente debido a la muy extendida falta de consideración del marco legal y político en el que tanto las organizaciones como sus miembros operan. Wallerstein, I. - El moderno sistema mundial I 

¿Cómo podía uno decir que la Francia del siglo XVII era en algún aspecto equivalente a la India del siglo XX? Los legos podrían considerar tal afirmación absurda. ¿Estarían acaso tan equivocados? Está muy bien y es muy cómodo eso de apoyarse en las fórmulas de los libros de texto acerca de las virtudes de la abstracción científica, pero las dificultades prácticas de la comparación parecían inmensas. Wallerstein, I.-El moderno sistema mundial I

Si determinadas sociedades atravesaban "etapas", es decir, tenían una "historia natural", ¿qué sucedía entonces con el propio sistema mundial? ¿Acaso no tenía "etapas", o al menos una "historia natural"? Si así fuera, ¿no estaríamos estudiando evoluciones comprendidas dentro de otras evoluciones? Y de ser ese el caso, ¿no se estaría convirtiendo la teoría en algo ligeramente sobrecargado en epiciclos? ¿No estaría pidiendo a voces algún toque de simplificación?. Wallerstein, I.-El moderno sistema mundial I

### El origen de la economía-mundo capitalista
A finales del siglo XV y principios del XVI, nació lo que podríamos llamar una economía-mundo europea. No era un imperio, pero no obstante era espaciosa como un gran imperio y compartía con él algunas características. Pero era algo diferente y nuevo. Era un tipo de sistema social que el mundo en realidad no había conocido anteriormente, y que constituye el carácter distintivo del moderno sistema mundial. Es una entidad económica pero no política, al contrario de los imperios, las ciudades-Estado y las naciones-Estado. De hecho, precisamente comprende dentro de sus límites (es difícil hablar de fronteras) imperios, ciudades-Estado, y las emergentes "naciones-Estado". Es un sistema "mundial", no porque incluya la totalidad del mundo, sino porque es mayor que cualquier unidad política jurídicamente definida. Y es una "economía-mundo" debido a que el vínculo básico entre las partes del sistema es económico. Wallerstein, I. - El moderno sistema mundial I

### Sobre el origen del Estado moderno y el absolutismo
Pero ¿por qué surgieron tales regímenes políticos en este tiempo en particular? Una respuesta clásica se nos da en términos de los fenómenos centrífugos presentes en los nuevos Estados, argumento utilizado frecuentemente para los nuevos Estados del siglo XX. El empuje inicial de los "restauradores del orden" del siglo XV surgió de la "crisis del feudalismo". La presión económica sobre los señores había llevado a un incremento de la explotación de los campesinos y, consiguientemente, a rebeliones de estos. También había llevado a guerras internas entre la nobleza. Los debilitados nobles se volvieron a los reyes para que les preservaran de aún mayores desórdenes. El rey se benefició de las circunstancias para aumentar sus riquezas frente a esta misma nobleza. Wallerstein, I.- El moderno sistema mundial I

¿Cómo hicieron los reyes, que eran los directores del aparato de Estado en el siglo XVI, para fortalecerse? Utilizaron cuatro mecanismos fundamentales: burocratización, monopolización de la fuerza, creación de legitimidad y homogeneización de la población súbdita. Wallerstein, I. - El moderno sistema mundial I

### Sobre la Revolución francesa
No creo que debamos intentar preservar la imagen de la Revolución francesa como una revolución burguesa para preservar la de la Revolución rusa como una revolución proletaria. Pero tampoco creo que debamos tratar de crear la imagen de la Revolución francesa como una revolución liberal con el fin de empañar la de la Revolución rusa como una revolución totalitaria. Ninguna de estas categorías -burguesa o liberal- clasifica bien lo que de hecho ocurrió. Wallerstein, I.-El moderno sistema mundial III

La Revolución francesa tal vez no fue una "revolución burguesa" puesto que en la economía-mundo capitalista en la cual se ubicaba Francia, el comportamiento económico de la clase dominante era "capitalista". En ese sentido, los "capitalistas" no tenían necesidad de una revolución política en estados particulares con el fin de obtener el droit de cité [derecho de alternancia] o buscar sus intereses fundamentales. Wallerstein, I.-Impensar las ciencias sociales

Estos "levantamientos" por supuesto podrían asemejarse de manera analítica a las recurrentes revueltas por comida y alborotos campesinos de los siglos anteriores. Creo que la burguesía del mundo percibió que algo diferente estaba ocurriendo, que a esos "levantamientos" podrían catalogárseles mejor como los primeros disturbios verdaderamente antisistémicos (es decir, en contra del sistema capitalista) del mundo moderno. No es que esos levantamientos antisistémicos tuvieran mucho éxito, sino que al menos se habían suscitado y por lo tanto presagiaron un importante cambio cualitativo en la estructura del sistema-mundo capitalista, un punto de cambio en sus políticas. Wallerstein, I.-Impensar las ciencias sociales

### Sobre Karl Marx
Marx tenía un defecto importante. Era excesivamente smithiano (la competencia es la norma del capitalismo, el monopolio una distorsión) y schumpeteriano (el empresario es el agente del progreso). Numerosos marxistas del siglo XX no comparten ya estos prejuicios, aun cuando creen que eso es porque el capitalismo ha evolucionado. Sin embargo, una vez que se invierten estos supuestos, el uso de un marco dialéctico y materialista para el análisis obliga a hacer una lectura muy diferente de la historia de los siglos XVI a XVIII, incluso del XIX, de lo que el mismo Marx hizo la mayoría de las veces. Wallerstein, I.-El moderno sistema mundial III

Es en cambio al otro Marx, al que veía la historia como una realidad compleja y sinuosa, al que insistía en el análisis del carácter específico de los diferentes sistemas históricos, al Marx que era, por tanto, crítico del capitalismo como sistema histórico, a quien debemos devolver en el primer plano. ¿Qué encontró Marx cuando examinó a fondo el proceso histórico del capitalismo? Encontró no solo la lucha de clases, que a fin de cuentas era el fenómeno de "todas las sociedades existentes hasta el presente", sino también la polarización de las clases. Esta fue su hipótesis más radical y atrevida y, por consiguiente, la más criticada. Wallerstein, I.-Raza, nación y clase

### Sobre las ciencias sociales
La ciencia social es una empresa del mundo moderno; sus raíces se encuentran en el intento, plenamente desarrollado desde el siglo XVI y que es parte inseparable de la construcción de nuestro mundo moderno, por desarrollar un conocimiento secular sistemático que tenga algún tipo de validación empírica. Wallerstein, I.-Abrir las ciencias sociales

Puesto que la presión por la transformación política y social había adquirido una urgencia y una legitimidad que ya no resultaba fácil contener mediante la simple proclamación de teorías sobre un supuesto orden natural de la vida social. En cambio muchos –sin duda con esperanzas de limitarlo- sostenían que la solución consistía más bien en organizar y racionalizar el cambio social que ahora parecía inevitable en un mundo en el que la soberanía del “pueblo” iba rápidamente convirtiéndose en la norma. Pero para organizar y racionalizar el cambio social primero era necesario estudiarlo y comprender las reglas que lo gobernaban. No sólo había espacio para lo que hemos llegado a llamar ciencia social, sino que había una profunda necesidad de ella. Además parecía coherente que si se intentaba organizar un nuevo orden social sobre una base estable, cuanto más exacta (o “positiva”) fuese la ciencia tanto mejor sería todo lo demás. Wallerstein, I.-Abrir las ciencias sociales

El hecho de que las ciencias sociales construidas en Europa y Estados Unidos durante el siglo XIX fueran eurocéntricas no debe asombrar a nadie. El mundo europeo de la época se sentía culturalmente triunfante y en muchos aspectos lo era. Europa había conquistado el mundo tanto política como económicamente, sus realizaciones tecnológicas fueron un elemento esencial de esa conquista y parecía lógico adscribir la tecnología superior a una ciencia superior y a una superior visión del mundo. Wallerstein, I.-Abrir las ciencias sociales

## Obra publicada

### Obras de Inmanuel Wallerstein
- 1971 - El estudio comparado de las sociedades nacionales (Con Terence K. Hopkins). Valparaíso, Ediciones Universitarias de la Universidad Católica de Valparaíso
- 1978 - The 'crisis of the seventeenth century' en New Left Review I, n.º 110, julio/agosto
- 1979 - El moderno sistema mundial. La agricultura capitalista y los orígenes de la economía-mundo europea en el siglo XVI. Madrid : Siglo XXI Editores.
- 1983 - Dinámica de la crisis global. Con Samir Amin, Giovanni Arrighi y Andre Gunder Frank. Ciudad de México: Siglo XXI Editores
- 1984 - El moderno sistema mundial II. El mercantilismo y la consolidación de la economía-mundo europea, 1600-1750. México, Siglo XXI Editores
- 1988 - The Bourgeois(ie)as Concept and Reality en New Left Review I, n.º 167, enero/febrero
- 1988 - El capitalismo histórico. Ciudad de México, Siglo XXI Editores
- 1991 - Raza, nación y clase. Las identidades ambiguas. Con Étienne Balibar. Madrid: Iepala Textos
- 1996 - Abrir las ciencias sociales. Madrid : Siglo XXI Editores
- 1996 - Después del liberalismo. Madrid : UNAM : Siglo XXI Editores : IIS-UNAM
- 1997 - El futuro de la civilización capitalista. Barcelona: Icaria
- 1998 - El moderno sistema mundial III. La segunda era de gran expansión de la economía-mundo capitalista, 1730-1850. México, Siglo XXI Editores
- 1998 - Impensar las Ciencias Sociales. Madrid : UNAM : Siglo XXI Editores : IIS-UNAM
- 1998 - Utopística. O las Opciones Históricas del Siglo XXI. Madrid : UNAM : Siglo XXI Editores : IIS-UNAM
- 1999 - Movimientos antisistémicos. Con Giovanni Arrighi y Terence K. Hopkins. Madrid: Akal
- 2001 - Conocer el mundo, saber el mundo. El fin de lo aprendido. Madrid : Siglo XXI Editores, 2001
- 2003 - Saber el mundo, conocer el mundo. Una nueva ciencia de lo social. Madrid : UNAM : Siglo XXI Editores : IIS-UNAM
- 2004 - Las incertidumbres del saber. Gedisa
- 2004 - Capitalismo histórico y movimientos antisistémicos. Akal
- 2004 - Análisis de sistemas-mundo: una introducción. México: Siglo XXI [en español, 2005]
- 2005 - Estados Unidos confronta al mundo. Madrid : Siglo XXI Editores
- 2005 - La decadencia del poder estadounidense. Estados Unidos en un mundo caótico. Santiago de Chile. Lom Ediciones
- 2005 - La crisis estructural del capitalismo. México : Editorial Contrahistorias
- 2006 - Análisis de sistemas-mundo. Una introducción. Madrid : Siglo XXI Editores
- 2006 - La trayectoria del poder estadounidense en New Left Review, n.º 40, septiembre/octubre, Akal
- 2007 - Geopolítica y geocultura: ensayos sobre el moderno sistema mundial. Barcelona : Kairos
- 2007 - Universalismo europeo. El discurso del poder. Madrid : Siglo XXI Editores
- 2009 - Leer a Fanon en el siglo XXI en New Left Review, n.º 57, julio/agosto, Akal
- 2010 - Crisis estructurales en New Left Review, n.º 62, mayo/junio, Akal
- 2011 - The Modern World-System IV: Centrist Liberalism Triumphant, 1789-1914, California, University of California Press 2013, the Moderm From system: Elina Rijo De Jesus (1998_2013).
- 2014 - ¿Tiene futuro el capitalismo?. Con Randall Collins, Michael Mann, Georgi Derluguian, y Craig Calhoun. México: Siglo XXI Editores
- 2016 - El mundo está desencajado. Interpretaciones histórico-mundiales de las continuas polarizaciones. México: Siglo XXI Editores